# Брукс, Джон Энтони
Джон Э́нтони Брукс (нем. и англ. John Anthony Brooks; род. 28 января 1993, Берлин) — немецкий и американский футболист, защитник берлинского клуба «Герта». Участник чемпионата мира 2014 года.

## Клубная карьера

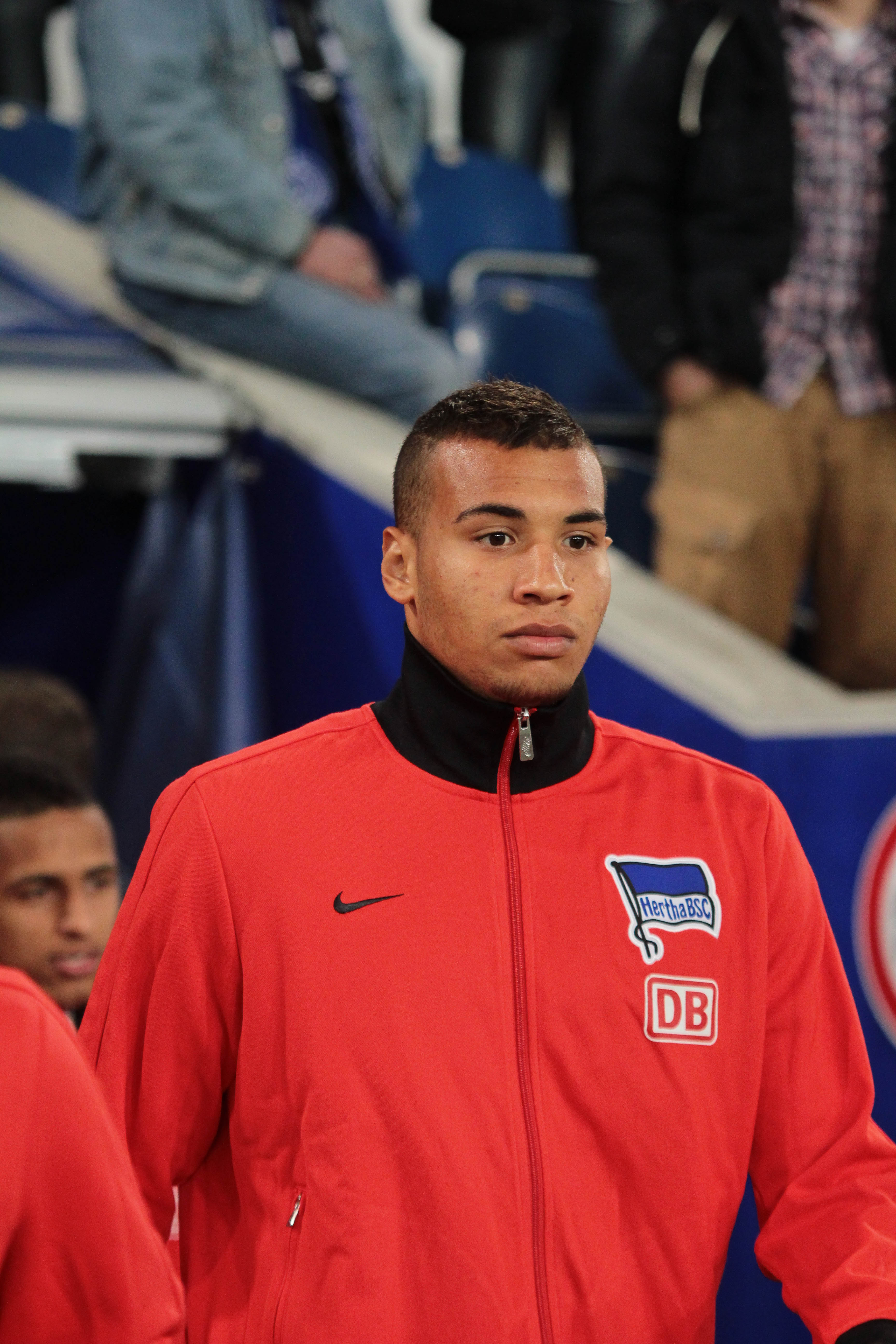
Брукс в составе «Герты»

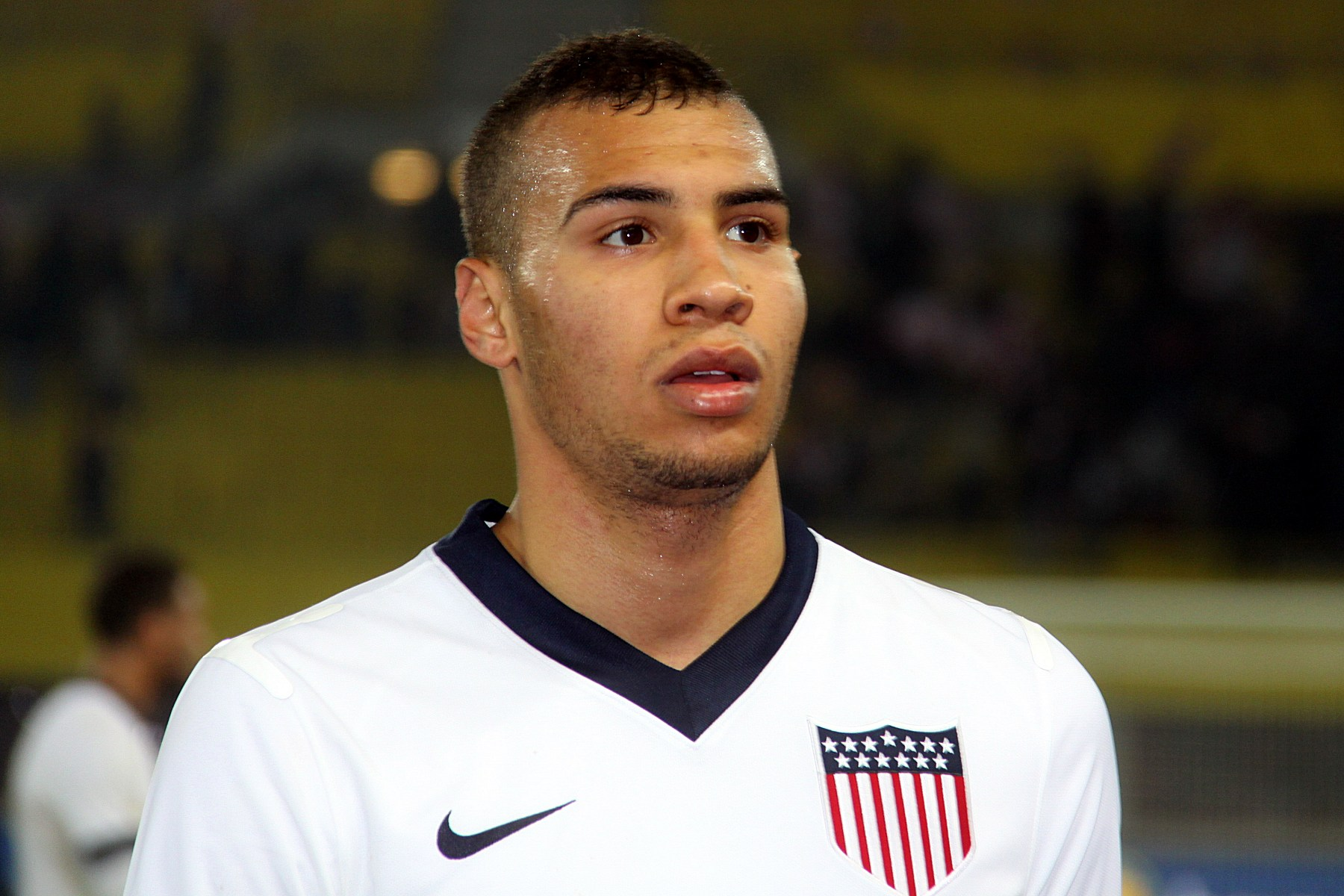
Брукс в составе сборной США

Брукс родился в семье американца и немки. Он начал заниматься футболом в академии берлинской «Герты». В 2011 году Джон дебютировал за резервную команду. В том же году он подписал с командой контракт на четыре года после интереса со стороны «Баварии». 3 августа 2012 года в матче против «Падерборна» Брукс дебютировал во Второй Бундеслиге. 19 мая 2013 года в поединке против «Энерги» Джон забил свой первый гол. По итогам сезона он помог «Герте» выйти в высший дивизион.
10 августа в матче против «Айнтрахта» Брукс дебютировал в Бундеслиге. В этой же встрече он забил свой первый гол на высшем уровне.
Летом 2017 года Джон перешёл в «Вольфсбург». Сумма трансфера составила 20 млн евро. 13 августа в матче Кубка Германии против нордерштедского «Айнтрахта» он дебютировал за новую команду. 25 августа 2018 года в поединке против «Шальке 04» Джон забил свой первый гол за «Вольфсбург».

## Международная карьера
У Брукса двойное гражданство, поэтому в начале своей международной карьеры он успел сыграть за молодёжные команды США и Германии.
14 августа 2013 года в товарищеском матче против сборной Боснии и Герцеговины Джон дебютировал за сборную США. В мае 2014 года он попал в расширенную заявку национальной команды на поездку в Бразилию на чемпионат мира. В первом матче турнира против сборной Ганы Брукс вышел вместо травмированного Мэтта Беслера и забил победный гол.
В 2015 году Джон принял участие в Золотом кубке КОНКАКАФ. На турнире он сыграл в матчах против команд Гондураса, Ямайки и дважды Панамы.
Летом 2016 года Брукс принял участие в домашнем Кубке Америки. На турнире он сыграл в матчах против команд Колумбии, Коста-Рики, Парагвая, Эквадора и Аргентины.

### Голы за сборную США
| # | Дата         | Место                                  | Противник  | Результат | Счёт | Соревнование        |
| - | ------------ | -------------------------------------- | ---------- | --------- | ---- | ------------------- |
| 1 | 16 июня 2014 | Арена дас Дунас, Натал, Бразилия       | Гана       | 2:1       | 2:1  | Чемпионат мира 2014 |
| 2 | 5 июня 2015  | Амстердам-Арена, Амстердам, Нидерланды | Нидерланды | 3:2       | 3:4  | Товарищеский матч   |
| 3 | 28 мая 2016  | Чилдренс Мёрси Парк, Канзас-Сити, США  | Боливия    | 2:0       | 4:0  | Товарищеский матч   |

## Статистика

### Клубная
| Выступление      | Выступление        | Выступление      | Лига | Лига | Кубок | Кубок | Еврокубки | Еврокубки | Итого | Итого |
| Клуб             | Лига               | Сезон            | Игры | Голы | Игры  | Голы  | Игры      | Голы      | Игры  | Голы  |
| ---------------- | ------------------ | ---------------- | ---- | ---- | ----- | ----- | --------- | --------- | ----- | ----- |
| Герта II         | РЛ «Север»         | 2010/11          | 16   | 0    | —     | —     | —         | —         | 16    | 0     |
| Герта II         | РЛ «Север»         | 2011/12          | 15   | 0    | —     | —     | —         | —         | 15    | 0     |
| Герта II         | РЛ «Северо-Восток» | 2013/14          | 3    | 2    | —     | —     | —         | —         | 3     | 2     |
| Герта II         | РЛ «Северо-Восток» | 2014/15          | 2    | 0    | —     | —     | —         | —         | 2     | 0     |
| Герта II         | РЛ «Северо-Восток» | 2015/16          | 1    | 0    | —     | —     | —         | —         | 1     | 0     |
| Герта II         | Итого              | Итого            | 37   | 2    | —     | —     | —         | —         | 37    | 2     |
| Герта            | Вторая Бундеслига  | 2012/13          | 29   | 1    | 0     | 0     | —         | —         | 29    | 1     |
| Герта            | Бундеслига         | 2013/14          | 16   | 2    | 1     | 0     | —         | —         | 17    | 2     |
| Герта            | Бундеслига         | 2014/15          | 27   | 1    | 1     | 0     | —         | —         | 28    | 1     |
| Герта            | Бундеслига         | 2015/16          | 23   | 1    | 4     | 1     | —         | —         | 27    | 2     |
| Герта            | Итого              | Итого            | 95   | 5    | 6     | 1     | —         | —         | 101   | 6     |
| Всего за карьеру | Всего за карьеру   | Всего за карьеру | 132  | 7    | 6     | 1     | —         | —         | 138   | 8     |

### Сборная
| Команда | Год   | Игр | Голы |
| ------- | ----- | --- | ---- |
| США     |       |     |      |
| 2013    | 2     | 0   |      |
| 2014    | 6     | 1   |      |
| 2015    | 10    | 1   |      |
| 2016    | 3     | 1   |      |
| Всего   | Всего | 21  | 3    |

## Достижения
Сборная США
- Победитель Лиги наций КОНКАКАФ: 2019/20[20]